# Хайнрих I фон Байхлинген
Хайнрих I (II) фон Байхлинген-Лора 'Млади' (на немски: Heinrich I (II) von Beichlingen-Lohra; * пр. 1276; † сл. 1335) е граф на Байхлинген и Лора.

## Произход
Той е син на граф Фридрих V фон Байхлинген († 1287) и съпругата му София фон Глайхен-Глайхенщайн († сл. 1306), дъщеря на граф Хайнрих I фон Глайхенщайн († 1257) и графиня Мехтилд фон Шверин († 1263).

## Фамилия
Хайнрих I (II) фон Байхлинген-Лора се жени пр. 1303 г. за Ода фон Хонщайн († сл. 1307), дъщеря на граф Хайнрих III фон Хонщайн-Арнсберг-Зондерсхаузен († 1305) и Юта фон Равенсберг († 1305). Те имат децата:
- Фридрих VII фон Байхлинген (X) († сл. 1342), граф на Байхлинген, женен за София фон Ваймар-Орламюнде († сл. 1320)
- Хайнрих III фон Байхлинген-Заксенбург († 6 декември 1338), граф на Байхлинген, господар на Заксенбург
- Дитрих фон Байхлинген († сл. 1334), приор в Лора
- София фон Байхлинген († сл. 1335), омъжена 1306 г. за Хайнрих II фон Ройс-Плауен († 1350)
- Гюнцелин II фон Байхлинген-Заксенбург († ок. 1331)
- ? Николаус фон Байхлинген († сл. 1334)
- ? Ернст фон Байхлинген († сл.1349)
- ? Фридрих IV фон Байхлинген (13?? – 13??)